# Tenerobotys teneralis
Tenerobotys teneralis là một loài bướm đêm trong họ Crambidae.